# Infraestructura

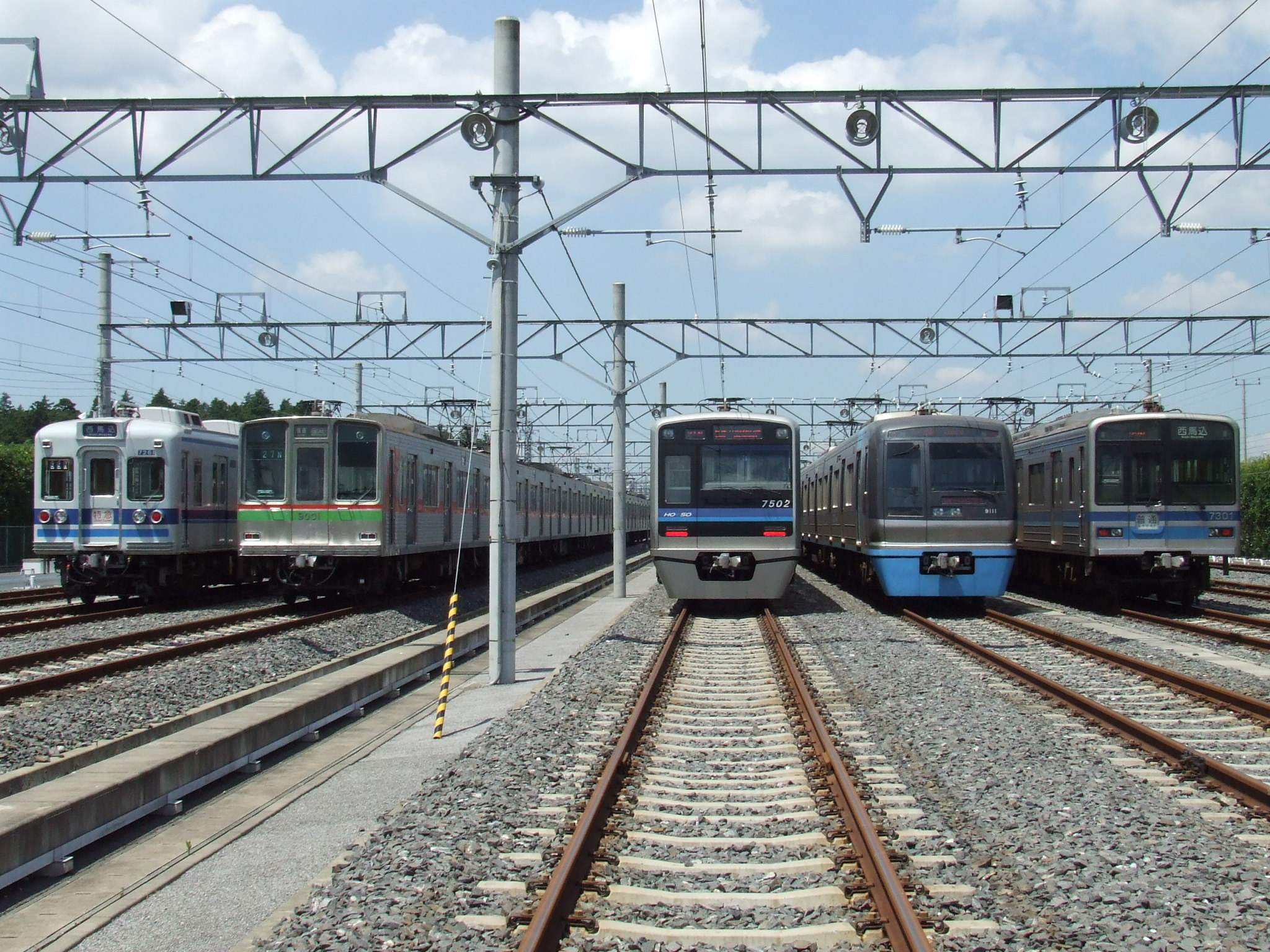
Xarxa de ferrocarrils

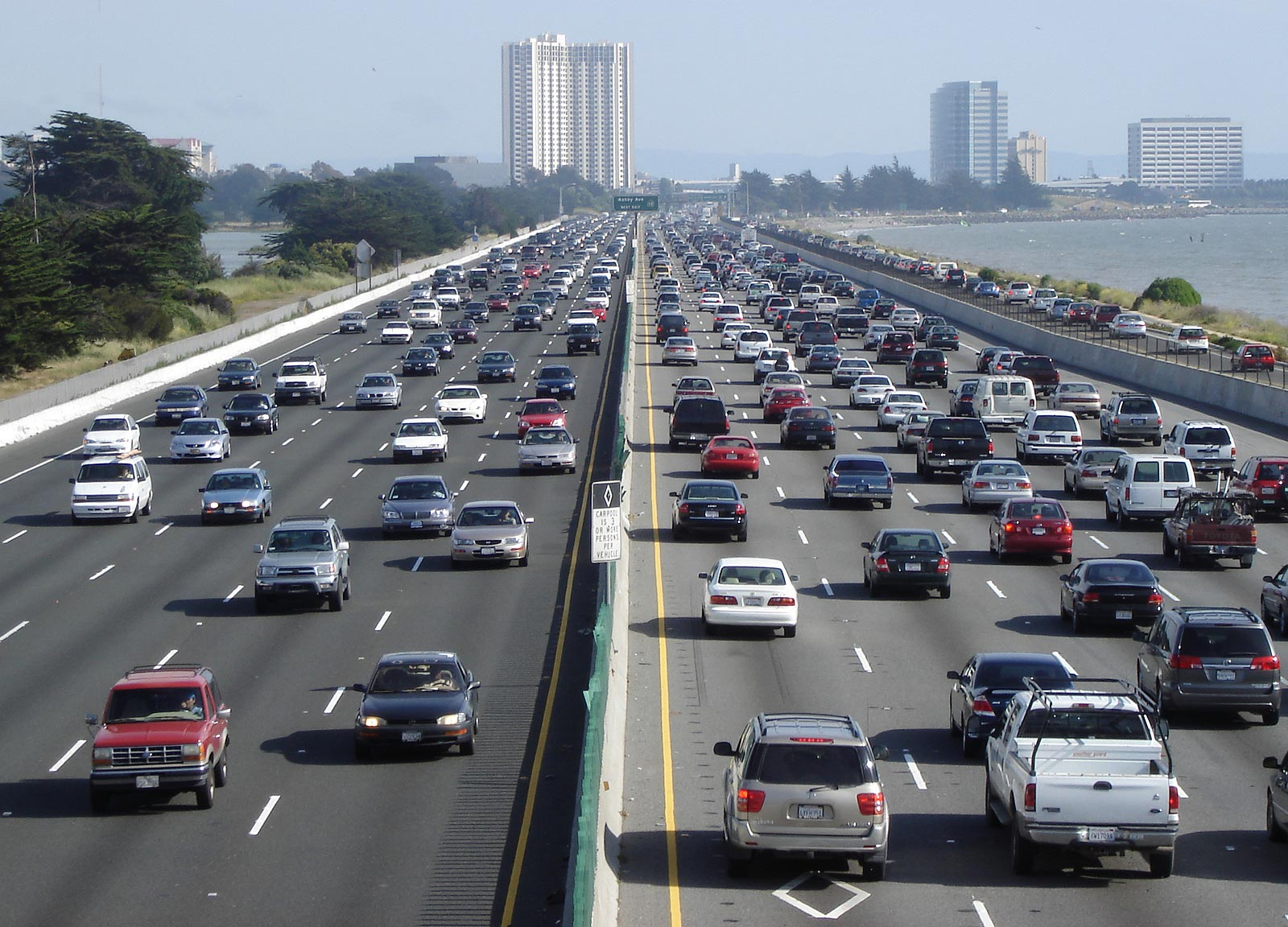
Les autopistes element essencial de la xarxa de transport

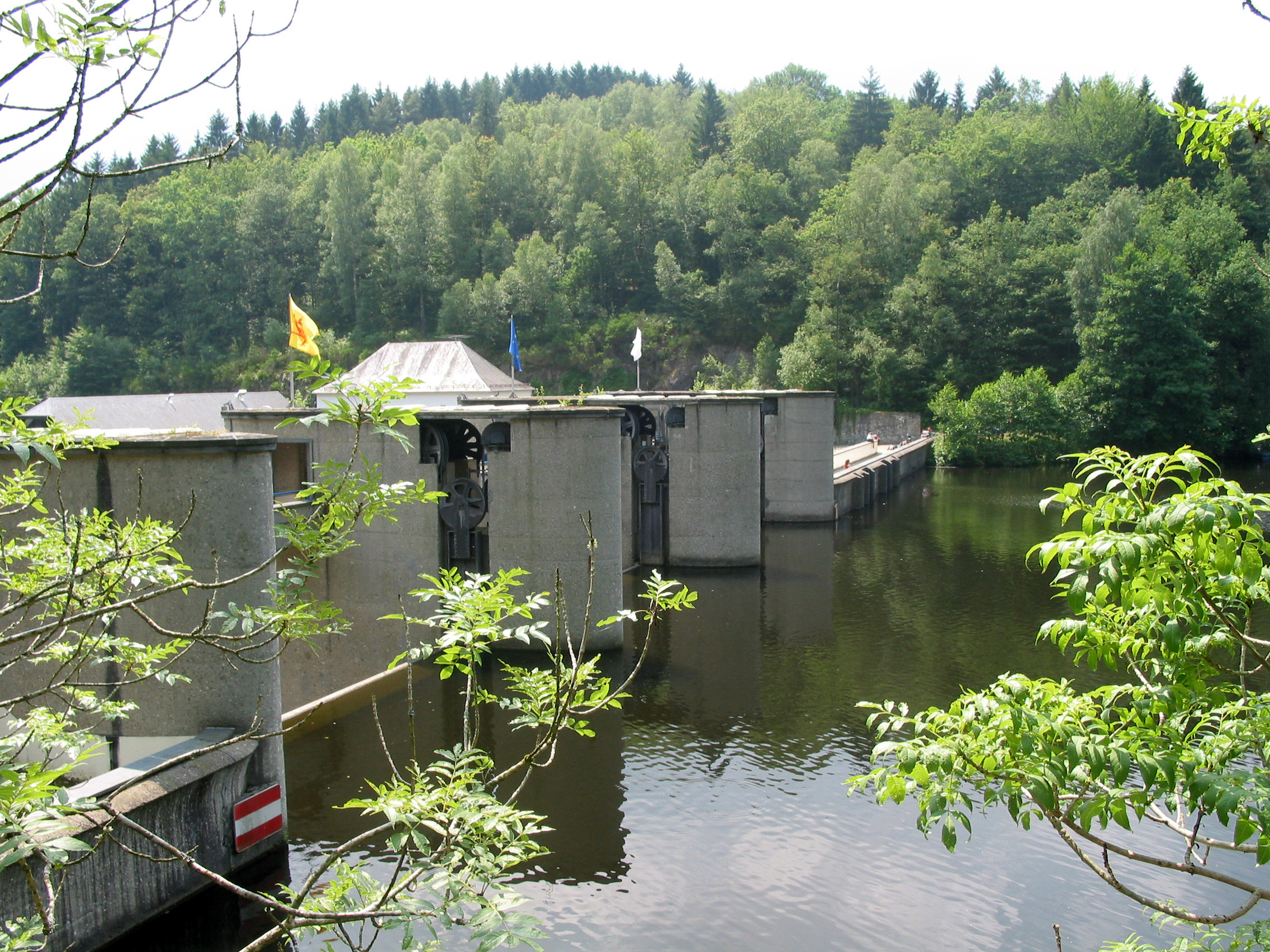
Una estació potabilitzadora d'aigua

La infraestructura és el conjunt de l'equip immobiliari que serveix de suport per fer funcionar activitats productives i serveis, necessari per al funcionament econòmic i social d'una societat. Conté d'un costat les xarxes de transport, d'energia, d'aigua neta i residual, de telecomunicació, i d'un altre costat els edificis de serveis d'interés general (escoles, hospitals, ports i aeroports, parlaments, depuradores, casernes, magatzems de provisions estratègiques).
Es tracta d'obres de gran envergadura per a les quals només una col·lectivitat sol tenir les mitjans. Molta infraestructura és per tant obra pública, com que per imperatiu de servei públic, es vol garantir l'accés igual i universal per a tots els ciutadans. Tot i això, segons la ideologia vigent, de vegades s'opta per a la privatització de serveis o per a un sistema mixt. La infraestructura privatzada no pot oferir serveis que no són rendibles i entra en conflicte amb l'imperatiu de servei universal. La construcció, per exemple, d'una carretera o un ferrocarril cap a un poble aïllat mai no serà rendible quan una autopista entre dues metròpolis ho és, igualment com el manteniment d'una capacitat de llits d'emergència a una unitat de cures intensives que només serveix unes poques setmanes en situacions d'epidèmia. Sempre queda un risc que s'acabi privatitzant la infraestructura què és rendible i se socialitzi el què no ho és.
La infraestructura és dissenyada, administrada i mantinguda per un cos de professionals especialitzats en enginyeria civil, arquitectura, urbanisme, ecologia, etc. Si fins fa poc l'impacte social, sanitari i ecològic no era gaire pres en consideració per la preponderància de l'imperatiu econòmic, avui en dia en societats avançades es necessita més: un planejament territorial multifuncional, estudis d'impacte ambiental i càlcul dels costs indirectes d'entre altres l'impacte en la salut (soroll, pol·lució…) i la destrucció d'ecosistemes naturals.

## Definició
La infraestructura pot ser definida com les estructures físiques i organitzatives, xarxes o sistemes necessaris per al bon funcionament d'una societat i la seva economia. Els diferents components de la infraestructura d'una societat poden existir ja sigui en el sector públic o privat, depenent de com són posseïts, administrats i regulats (compartit amb el sector governamental / privat segons sigui la propietat i l'administració, segons ocorre en alguns casos) la infraestructura pot ser física o social, amb les dues categories definides així:
- La infraestructura física constitueix instal·lacions públiques que uneixen parts de la ciutat i proporcionen els serveis bàsics que la ciutat necessita per al funcionament, com la xarxa de camins i serveis públics.
- La infraestructura social i econòmica inclou facilitats com ara hospitals, parcs i jardins, centres comunitaris, llibreries, entreteniment i instal·lacions per anar a comprar i edificis educatius.

Les grans obres d'infraestructura, moltes vegades generen impactes socials i ambientals, posant en risc la salut i benestar de les comunitats afectades, per la qual cosa precisen d'exhaustius estudis d'impacte ambiental previs a la seva realització. Un cas molt important actual és l'ampliació de l'Aeroport del Prat, que ha generat molt debat entre els grups ecologistes i els grups empresarials.

## Infraestructura romana
La primera societat que va crear una infraestructura més o menys completa va ser l'Imperi romà. Aquest és l'inventor del clavegueram, l'impulsor dels aqüeductes (es va idear abans, a Grècia i al subcontinent indi) i els ponts, el creador de la primera xarxa de camins/carreteres amb calçada, l'impulsor de la infraestructura social (termes romanes, circ romà…) entre d'altres.

aqüeducte

L'infraestructura romana va ser un exemple a seguir durant molt de temps.

## Aplicacions

### Enginyeria i construcció
Els enginyers solen limitar el terme "infraestructura" per descriure els actius fixos que tenen forma de gran xarxa. Els esforços per elaborar definicions més genèriques de les infraestructures s'han referit normalment als aspectes de xarxa de la majoria de les estructures, i al valor acumulat de les inversions en les xarxes com a actius. Una d'aquestes definicions de 1998 definia la infraestructura com la xarxa d'actius "en la qual el sistema en el seu conjunt està destinat a mantenir-se indefinidament amb un nivell de servei especificat mitjançant la contínua substitució i renovació dels seus components".

### Defensa civil i desenvolupament econòmic
Els planificadors de la defensa civil i els economistes del desenvolupament solen referir-se a les infraestructures dures i toves, que inclouen serveis públics com escoles i hospitals, serveis d'emergència com la policia i els bombers, i serveis financers bàsics. El concepte de desenvolupament basat en les infraestructures, que combina les inversions en infraestructures a llarg termini per part dels organismes governamentals a nivell central i regional amb les associacions publicoprivades, ha resultat ser molt popular entre els economistes d'Àsia (especialment Singapur i Xina), Europa continental i Amèrica Llatina.

### Militar
Les infraestructures militars són els edificis i instal·lacions permanents necessaris per al suport de les forces militars, tant si estan estacionades en bases com si estan desplegades o participen en operacions militars. Per exemple, les casernes, les casernes generals, els aeròdroms, les instal·lacions de comunicacions, els magatzems de material militar, les instal·lacions portuàries i les estacions de manteniment.

### Comunicacions
La infraestructura de comunicacions són els canals informals i formals de comunicació, les xarxes polítiques i socials, o les creences dels membres de determinats grups, així com la tecnologia de la informació, les eines de desenvolupament de programari. En aquests usos més conceptuals segueix subjacent la idea que la infraestructura proporciona una estructura organitzativa i de suport a el sistema o organització a la qual serveix, ja sigui una ciutat, una nació, una corporació o un conjunt de persones amb interessos comuns. Alguns exemples són la infraestructura informàtica, la infraestructura de recerca, la infraestructura terrorista, la infraestructura d'ocupació i la infraestructura turística.

## Conceptes relacionats
El terme infraestructura es pot confondre amb els següents conceptes superposats o relacionats.
La millora del sòl i el desenvolupament del sòl són termes generals que en alguns contextos poden incloure infraestructures, però en el context d’una discussió sobre la infraestructura es referiria només a sistemes o obres de menor escala que no s'inclouen a la infraestructura, perquè normalment es limiten a una sola parcel·la de terreny i són propietat i propietat del propietari. Per exemple, un canal de reg que doni servei a una regió o districte s'inclouria amb la infraestructura, però els sistemes de reg privat de les parcel·les de terres individuals es considerarien millores de la terra, no pas infraestructures. Les connexions de serveis a les xarxes de serveis municipals i d’utilitat pública també es considerarien millores del terreny, no infraestructures.
El terme obres públiques inclou infraestructures de propietat i explotació governamentals, així com edificis públics, com ara escoles i cases judicials. Les obres públiques es refereixen generalment als actius físics necessaris per proporcionar serveis públics. Els serveis públics inclouen tant infraestructures com serveis prestats generalment pel govern.

## Infraestructura i desenvolupament econòmic
L'adequada i eficient disponibilitat de serveis d'infraestructura és una de les facetes més importants de les polítiques de desenvolupament econòmic, sobretot en aquells països i les seves regions que busquen desenvolupar avantatges competitius i aconseguir especialitzacions productives. Específicament, les xarxes d'infraestructura constitueixen un element central de la integració territorial, econòmica i de governança dins d'un espai geogràfic - econòmic determinat.

### Mesura de la bretxa d'infraestructura
El mesurament de la relació entre inversió en infraestructura i desenvolupament econòmic mostra que les inversions en infraestructura contribueixen a el creixement del PIB, la reducció de costos i a les millores en la rendibilitat, però la magnitud d'aquest efecte no és consistentment positiva quan es realitzen anàlisis dels costos i beneficis de cada projecte en individual.
La literatura per a l'estudi dels efectes fa diferència entre infraestructura econòmica i infraestructura del benestar. La primera té a veure amb indústries generalment constituïdes en xarxes com transports, telecomunicacions, ports, energia, etc. i la segona amb escoles, clíniques, espai públic. Són les primeres les més rellevants per a les transformacions regionals, però, els processos de presa de decisions d'inversió de manera poc freqüent consideren un equilibri entre els retorns d'inversió i l'assequibilitat per a les poblacions que més ho necessiten. L'anterior, representa una font de disparitat regional. Només a Amèrica Llatina, els més pobres gasten fins al 40 per cent dels seus ingressos en ús de les infraestructures de xarxes.
Aquesta bretxa d'accés a les infraestructures impacta en el desenvolupament econòmic promovent disparitats intraregionals en els països. Quan les decisions d'inversió privilegien la ubicació geogràfica i hi ha un biaix urbà, la proximitat / llunyania a les xarxes de transports i telecomunicacions explicarien una part significativa de les diferències en els resultats de desenvolupament econòmic.

### Inversió en l'infraestructura
S'ha de tenir molta cura alhora d'invertir en infraestructures i s'han de fer tots els estudis necessàris tant econòmics com de sostenibilitat per a evitar sobrecostos i excessos d'infraestructura (com per exemple la xarxa d'alta velocitat espanyola). El sobrecost és molt habitual en tot tipus d'obra i vé causat per a sobreestimar o no tenir en compte diferents despeses. També aparèixen quan no es compleixen els terminis acordats per la constructora. Obres amb sobrecostos:
-L9 del metro de barcelona, Estació de la Sagrera, xarxa d'alta velocitat espanyola…
Un altre problema és la corrupció, que no s'ha de confondre amb un sobrecost.

## Infraestructura sostenible

### Energia sostenible
L'energia renovable inclou mètodes ben investigats i implementats àmpliament, com l'energia eòlica, solar i hidràulica, així com algun tipus de creació d’energia més nous i menys utilitzat, com l'energia de fusió. La infraestructura energètica sostenible ha de mantenir una oferta forta respecte a la demanda i també ha de mantenir preus prou baixos per als consumidors per no disminuir la demanda.

### Aigua sostenible
La infraestructura d’aigua sostenible se centra en l’accés suficient de la comunitat a aigua potable neta i segura. L’aigua és un bé públic juntament amb l'electricitat, cosa que significa que els sistemes sostenibles de captació i distribució d’aigua han de ser assequibles per a tots els membres d’una població.

### Sistemes de gestió de residus sostenibles
Els sistemes de gestió de residus sostenibles tenen com a objectiu minimitzar la quantitat de productes de rebuig produïts per particulars i empreses. Els plans de gestió de residus comercials han passat de simples plans d’eliminació de residus a plans integrals centrats en la reducció de la quantitat total de residus produïts abans de l'eliminació. La gestió sostenible dels residus és beneficiosa per al medi ambient, però també pot reduir els costos de les empreses que redueixen la quantitat de béns rebutjats.

### Transport sostenible
El transport sostenible inclou un allunyament dels cotxes privats que emeten gasos d’efecte hivernacle a favor d’adoptar mètodes de transport que siguin neutres en carboni o redueixin les emissions de carboni com les bicicletes o les xarxes d’autobusos elèctrics. A més, les ciutats han d’invertir en els entorns construïts adequats per a aquests modes de transport ecològicament preferibles. Les ciutats hauran d’invertir en xarxes de transport públic, així com en xarxes de carrils bici, entre altres solucions sostenibles que incentiven els ciutadans a utilitzar aquestes opcions de transport alternatives. Reduir la dependència urbana dels cotxes és un objectiu fonamental per desenvolupar un transport sostenible, i això no es pot aconseguir sense un enfocament coordinat tant a crear els mètodes de transport mateixos com a proporcionar-los xarxes iguals o més eficients que les xarxes de cotxes existents.

### Materials sostenibles
Una altra solució per a la transició cap a una infraestructura més sostenible és l’ús de materials més sostenibles. Un material és sostenible si es pot produir la quantitat necessària sense esgotar els recursos no renovables. També hauria de tenir baixos impactes ambientals i no pertorbar el seu equilibri establert en estat estacionari. Els materials també han de ser resistents, renovables, reutilitzables i reciclables.
Avui en dia, el formigó és un dels materials més comuns que s'utilitzen en infraestructures. Hi ha el doble de formigó utilitzat en la construcció que tots els altres materials de construcció combinats. És l'eix vertebrador de la industrialització, ja que s'utilitza en ponts, molls, canonades, paviments i edificis. No obstant això, si bé serveixen com a connexió entre ciutats, transport de persones i mercaderies, i protecció de terres contra inundacions i erosions, només duren entre 50 i 100 anys, cosa que significa que moltes infraestructures necessiten un manteniment substancial per continuar funcionant.
Tot i això, el formigó no és sostenible. La producció de formigó contribueix fins al 8% de les emissions mundials de gasos d’efecte hivernacle. Una desena part de l’ús industrial d’aigua del món prové de la producció de formigó. Fins i tot el transport de les matèries primeres als llocs de producció de formigó augmenta la contaminació de l'aire. A més, els mateixos llocs de producció i les infraestructures desprenen les terres agrícoles que podrien haver estat sòl fèrtil o hàbitats vitals per a l'ecosistema.

## Smart cities
Les ciutats intel·ligents utilitzen mètodes innovadors de disseny i implementació en diversos sectors de la infraestructura i la planificació per crear comunitats que operin a un nivell de sostenibilitat relatiu més alt que els seus homòlegs tradicionals. En una ciutat sostenible, la resistència urbana i la fiabilitat de les infraestructures han de ser presents. La resiliència urbana es defineix per la capacitat de la ciutat d’adaptar-se o recuperar-se ràpidament de defectes d’infraestructura, i la fiabilitat de la infraestructura significa que els sistemes han de funcionar de manera eficient mentre continuen maximitzant la seva producció. Quan la resistència urbana i la fiabilitat de les infraestructures interactuen, les ciutats són capaces de produir el mateix nivell de producció a costos raonablement similars en comparació amb altres comunitats no sostenibles, tot mantenint la facilitat d’operació i ús.

### Barcelona
La ciutat de Barcelona és considerada actualment l'única ciutat intel·ligent de tot Espanya i una de les més importants a nivell global. Què la fa ser una Smart City?
- Enllumenat públic: El sistema d'il·luminació basat en LEDs ha ajudat a Barcelona a ser més eficient energèticament i a reduir la calor produïda per les antigues làmpades, cosa que ha suposat un estalvi substancial de costos per a la ciutat. Amb l'ajuda dels sensors, el sistema també rep informació sobre la contaminació, la humitat, la temperatura, la presència de persones i el soroll.
- Bicing: Després de molts anys d'ús compartit, la bicicleta pública pot semblar un servei més, però en el seu moment Barcelona va ser una de les primeres i més grans ciutats a implementar el sistema.
- Xarxa d'autobusos: El sistema de transport públic d'autobusos destaca per la seva mobilitat sostenible i la reducció d'emissions amb l'ajuda d'autobusos híbrids. Aquest sistema també compta amb parades d'autobús intel·ligents que utilitzen panells solars per proporcionar energia a les pantalles que mostren els temps d'espera.
- Sensors de soroll: S'utilitzen sensors de baix cost i fàcils d'usar, capaços de detectar la contaminació atmosfèrica, els nivells de soroll, la humitat i la temperatura, per detectar i controlar els nivells de soroll
- Sistema d'irrigació: Diversos sensors a terra ofereixen dades en directe sobre humitat, temperatura, velocitat de vent, llum solar i pressió atmosfèrica. Això significa, per exemple, que els jardiners poden decidir el que necessiten les plantes basant-se en aquestes dades i adaptar el seu horari per evitar el reg excessiu.

### Masdar
Aquesta és una ciutat intel·ligent de zero emissions situada als Emirats Àrabs Units. Algunes persones s'han referit a aquesta ciutat com a “utopia”, pel fet que inclou diversos elements d’infraestructura sostenibles, inclosos l'energia, l’aigua, la gestió de residus i el transport. Masdar té una infraestructura d'energia que conté mètodes d'energia renovable, inclosa l'energia solar.
No es permet cap cotxe a Masdar City, cosa que contribueix a baixar les emissions de carboni dins dels límits de la ciutat. En canvi, es prioritzen opcions de transport alternatives durant el desenvolupament d’infraestructures. Això significa que una xarxa de carrils bici serà accessible i completa i també hi ha altres opcions.

## Noves infraestructures

### Hyperloop
L'Hyperloop és un nou mètode de transport que teòricament podria anar a més de 1000 km/h gràcies a un sistema de tubs buits i un sistema de levitació magnètica que anularia la fricció i la resistència de l’aire. A dins del tub hi anirien unes càpsules que portarien un nombre limitat de passatgers.

### 5G
El 5G és una nova generació de tecnologia de telèfons mòbils i per a fer-la arribar és necessària tota una nova xarxa de telefonia mòbil.

## Infraestructura a Catalunya
- Xarxa ferroviària de Catalunya
- Aeroports de Catalunya
- Xarxa viària de Catalunya
- Ports de Catalunya
- Altres

## Transport
- Terrestre: vies (camins, carreteres i autopistes, línies de ferrocarril i ponts).
- Marítim: ports i canals.
- Aeri: aeroports.

## Energia
- Xarxes d'electricitat: alta tensió, mitjana tensió, baixa tensió, transformació, distribució i enllumenat públic
- Xarxes de distribució de calor: calefacció urbana
- Xarxes de combustibles: oleoductes, gasoductes
- Altres fonts d'energia: preses, centrals eòliques, tèrmiques, nuclears, etc.

## Aigua
- Xarxes d'aigua potable: embassaments, dipòsits, tractament i distribució.
- Xarxes de desguàs: clavegueram o sanejament i estacions depuradores.
- Xarxes de reciclatge: recollida de residus, abocadors, incineradores…

## Telecomunicació
- Xarxes de telefonia i de transmissió de dades
- Xarxes de televisió de senyal tancat.
- Repetidors.
- Centraletes.
- Fibra òptica.
- Antenes de telefonia mòbil.

## Serveis
- Habitatge social.
- Sistema sanitari: hospitals, centres de salut…[9]
- Educació: col·legis, instituts i universitats.
- Recreació: parcs i jardins.